# Pachystachys lutea
Pachystachys lutea – gatunek krzewu z rodziny akantowatych (Acanthaceae). Pochodzi z zachodniej części Ameryki Południowej.

## Morfologia
W normalnych warunkach skąpo rozgałęziony, szybko rosnący krzew. W uprawie rośliny zwykle o zwartym pokroju uzyskiwane za pomocą inhibitorów wzrostu lub w wyniku częstego skracania pędów. Roślina o żółto-białych kwiatostanach. Białe kwiaty rurkowate wystają spomiędzy żółtych liści przykwiatowych, które utrzymują się dłużej od krótkotrwałych kwiatów. 

## Zastosowanie
Roślina uprawiana jako ozdobna. Większe grupy roślin dobrze wyglądają na rozległym terenie, bowiem posadzone w ten sposób gatunki są lepiej widoczne i dają ciekawszy efekt. Dotyczy to zarówno drzew i krzewów, jak i kompozycji z roślin zielnych, które mogą być elementem łączącym ogród z naturalnym krajobrazem lub stanowić centralny punkt założenia, decydujący o stylu całości. Gatunek ten uprawiany jest także na kwiaty cięte i jako roślina doniczkowa. 

## Uprawa
WymaganiaGatunek uprawiany na stanowiskach jasnych do półcienistych, wilgotnych i ciepłych (w warunkach środkowoeuropejskich najlepiej w pomieszczeniu oszklonym). Należy zapewnić wystarczająco miejsca, a temperaturę podłoża co najmniej 18 °C. Gleba przepuszczalna, kwaśna.
PielęgnacjaWymaga obfitego podlewania i utrzymywania równomiernej wilgotności. Podłoże należy nawozić od wiosny do jesieni co 2 tygodnie, a w czasie zimy raz na miesiąc nawozem dla roślin doniczkowych. Przesadzać można rośliny po przekwitnieniu. Młode rośliny należy przycinać dla silniejszego ich rozgałęzienia.
RozmnażanieZa pomocą sadzonek wierzchołkowych pobieranych z młodych, niekwitnących roślin (na sadzonce powinny znaleźć się 3 pary liści). Młode sadzonki powinny ukorzeniać się okryte folią w stałej temperaturze 22 – 24 °C.